# أنجي محج قلعة
نادي أنجي محج قلعة لكرة القدم (الروسية: Футбо́льный клуб «Анжи́» Махачкала́) نادي كرة قدم في روسيا، مقرّه مدينة محج قلعة - عاصمة جمهورية داغستان الروسية. تأسس عام 1991 وانحل عام 2022. كان يلقّب بـ «مانشستر سيتي» الروسي.

## قصة التأسيس
تأسس النادي عام 1991 ويلعب في الدوري الروسي منذ العام 1992. في عام 1992 دخل النادي دوري الدرجة الثانية ولعبوا فيه حتى موسم 1996 حينما صعدوا إلى دوري الدرجة الأولى عندما تولى أدوار مالوفيف. في عام 1999 فاز نادي بدوري الدرجة الأولى. وظهر لأول مرة في عام 2000 في البريمير ليغ أو كما يعرف بالدوري الروسي الممتاز. وفي 2001 وصلت النادي إلى نهائي كأس روسيا ولكن خسروه من لوكوموتيف موسكو بضربات الجزاء الترجيحية. وهبط نادي أنجي إلى دوري الدرجة الأولى مرة أخرى عام 2002 وبقى فيه منذ ذلك، ولكنه حصد البطولة مرة أخرى في دوري الدرجة الأولى عام 2009 وتأهل ليلعب في الدوري الروسي الممتاز، ثم هبط من جديد إلى الدوري الوطني عام 2019.
في عام 2022 صدر قرار من السلطات الرياضية في روسيا بحل النادي بسبب فشله في الحصول على رخصة ممارسة كرة القدم من الاتحاد الروسي.

## الإنجازات والبطولات

### البطولات الأوروبية
شارك نادي أنجي في الكأس الأوروبي أو الدوري الأوروبي كما هو مسمى حالياً موسم 2002/2001. وخصومهم في هذه المنافسة كان رينجرز الإسكوتلندي، وبدلاً من المعتاد مبارياتي ذهاب وإياب قرر الاتحاد الأوروبي (اليويفا) بإقامة مباراة واحدة في ملعب محايد ووقع الإختيار على ملعب في أحد ضواحي وارسو وهو ملعب (الجيش البولندي)، نظراً لعدم الإستقرار في المدينة المجاورة تتشينيا. وخسر نادي أنجي اللقاء بنتيجة 1-0 ولم يتأهل للدوري الأوروبي.
| موسم                    | المنافسة        | الدور                 | الفريق المقابل | الذهاب | الإياب | النتيجة النهائية |  |
| ----------------------- | --------------- | --------------------- | -------------- | ------ | ------ | ---------------- |  |
| 2001-02                 | الدوري الأوروبي | الدور الأول           | رينجرز         | 0–11   | N/A    | 0–1              |  |
| الدوري الأوروبي 2012–13 | الدوري الأوروبي | الدور التأهيلي الثاني | بودابست هونفيد | 1–0    | 4–0    | 5–0              |  |
| الدوري الأوروبي 2012–13 | الدوري الأوروبي | الدور التأهيلي الثالث | فيتيس          | 2–0    | 2–0    | 4–0              |  |
| الدوري الأوروبي 2012–13 | الدوري الأوروبي | PO                    | إيه زد ألكمار  | 1–0    | 5–0    | 6–0              |  |
| الدوري الأوروبي 2012–13 | الدوري الأوروبي | مجموعة A              | ليفربول        | 1–0    | 0–1    | المركز الثاني    |  |
| الدوري الأوروبي 2012–13 | الدوري الأوروبي | مجموعة A              | أودينيزي       | 2–0    | 1–1    | المركز الثاني    |  |
| الدوري الأوروبي 2012–13 | الدوري الأوروبي | مجموعة A              | يونغ بويز      | 2–0    | 1–3    | المركز الثاني    |  |
| الدوري الأوروبي 2012–13 | الدوري الأوروبي | دور الـ 32            | هانوفر 96      | 3–1    |        |                  |  |